# ビヴァリー・ダンジェロ
ビヴァリー・ダンジェロ（Beverly D'Angelo, 1951年11月15日 - ）は、アメリカ合衆国オハイオ州生まれの女優・歌手・声優である。日本語表記では「ダンジェロ」となるが、本国アメリカでは「ディアンジェロ」の発音に近くなる。

## 来歴
オハイオ州コロンバス生まれ。バイオリニストの母とコントラバス奏者の父を持つ。父親はイタリア系。演劇界に進む前は、アニメ製作会社で有名なハンナ・バーベラ・プロダクションにおいてアニメーターとして勤めていた。女優を目指して舞台からキャリアをスタート。1976年にはシェイクスピアの『ハムレット』をベースにした『Rockabye Hamlet』でブロードウェイ舞台にも立つ 。その後、ウディ・アレン監督・主演の『アニー・ホール』やクリント・イーストウッド主演の『ダーティファイター』などの話題作へ脇役として出演し徐々に知名度を上げていく。1983年にコメディアンのチェビー・チェイスと共演した『ホリデーロード4000キロ』でトラブルに直面する一家の母親を演じたことでブレイク。一躍その名が知れ渡った。その後も着々とキャリアを積んでいき、「ナショナル・ランプーン」はシリーズ化されて、ダンジェロは毎回チェイスとのコミカルな夫婦を演じている。歌手としての一面も持っており、アニメ『ザ・シンプソンズ』ではカントリー歌手役でゲスト出演も果たした。

### 私生活
1981年から1995年までイタリア人貴族の公爵ロレンゾ・サルヴィアーティと結婚 。しかし結婚はうまく行かず、1985年から1991年まで映画監督のニール・ジョーダンと不倫関係にあった。その後、プロダクション・デザイナーのアントン・ファーストと交際。破局後、夫のサルヴィアーティとは正式に離婚している。1996年からは俳優のアル・パチーノと交際し、2001年には二人の間に双子が生まれた。籍は入れていない状態での出産で、二人が破局した2003年以降、親権は共有している。

## 出演作品

### 映画
| 公開年 | 邦題 原題                                                                | 役名                             | 備考           |
| ------ | ------------------------------------------------------------------------ | -------------------------------- | -------------- |
| 1977   | センチネル The Sentinel                                                  | サンドラ                         |                |
| 1977   | アニー・ホール Annie Hall                                                | Rob's T.V. Showの女優            |                |
| 1977   | ファースト・ラブ First Love                                              | シェリー                         |                |
| 1978   | ダーティファイター Every Which Way But Loose                             | エコー                           |                |
| 1979   | ヘアー Hair                                                              | シェイラ・フランクリン           |                |
| 1980   | 歌え!ロレッタ愛のために Coal Miner's Daughter                            | パッツィ・クライン               |                |
| 1981   | フロリダ・ハチャメチャ・ハイウェイ Honky Tonk Freeway                    | カルメン・オデッサ・シェルビー   |                |
| 1981   | 結婚しない男 Paternity                                                   | マギー                           |                |
| 1982   | バラ色の報酬/1000万ドルを追え! Highpoint                                 | Lise                             |                |
| 1983   | ホリデーロード4000キロ National Lampoon's Vacation                       | エレン・グリズウォルド           |                |
| 1984   | 欲望という名の電車 A Streetcar Named Desire                              | ステラ                           | テレビ映画     |
| 1984   | マネーハンティングUSA/ 500万ドルを追いかけろ Finders Keepers             | スタンディッシュ・ローガン       |                |
| 1985   | ナシュナル・ランプーンズ・ヨーロピアン・ヴァケーション European Vacation | エレン・グリンウォルド           |                |
| 1986   | ピーター・フォークのビッグトラブル Big Trouble                           | ブランチ・リッキー               |                |
| 1986   | 殺しに熱きテキーラを Slow Burn                                           | Laine Fleischer                  | テレビ映画     |
| 1987   | ウー・ウー・キッド In the Mood                                           | フランシーン                     |                |
| 1987   | アリア Aria                                                              | ギルダ                           |                |
| 1987   | 星に願いを Maid to Order                                                 | ステラ・ウィンストン             |                |
| 1988   | ハートをトレード/ ビニー、私のパパになって! Trading Hearts               | ドナ・ノッティンガム             |                |
| 1988   | N.Y.コネクション/美女交換殺人の謎 Doubletake                             | キャロライン・ウォレス           | テレビ映画     |
| 1988   | プランケット城への招待状 High Spirits                                    | シャロン・ブロガン・クロフォード |                |
| 1989   | レッド・ボーダー Cold Front                                              | アマンダ                         |                |
| 1989   | ナショナル・ランプーン/ クリスマス・ヴァケーション Christmas Vacation    | エレン・グリンウォルド           |                |
| 1990   | 家族狂想曲 Daddy's Dyin'... Who's Got the Will?                          | エヴァリータ                     |                |
| 1990   | パシフィック・ハイツ Pacific Heights                                     | アン・ミラー                     | クレジットなし |
| 1991   | スターダスト The Miracle                                                 | レネ・ベイカー                   |                |
| 1991   | 法王さまご用心 The Pope Must Die                                         | ヴェロニカ・ダンテ               |                |
| 1991   | サスペンデッド・ゲーム Lonely Hearts                                     | アルマ                           |                |
| 1992   | お気にめすまま Man Trouble                                               | アンディ                         |                |
| 1996   | KISS/ 欲望の罠 Widow's Kiss                                              | ヴィヴィアン・フェアチャイルド   |                |
| 1996   | レイジング・ブレッド/復讐の銃弾 Eye for an Eye                           | ドリー・グリーン                 |                |
| 1996   | リノ・ギャンブル Edie & Pen                                              | バーの女                         |                |
| 1997   | ベガス・バケーション Vegas Vacation                                      | エレン・グリンウォルド           |                |
| 1997   | ノーウェア Nowhere                                                       | ダークの母                       |                |
| 1998   | 天井桟敷のみだらな人々 Illuminata                                        | Astergourd                       |                |
| 1998   | ウィズ・フレンズ With Friends Like These...                              | テレサ・カーペンター             |                |
| 1998   | アメリカン・ヒストリーX American History X                               | ドリス・ヴィンヤード             |                |
| 1999   | ランスキー/ アメリカが最も恐れた男 Lansky                                | テディ・ランスキー               | テレビ映画     |
| 2001   | 映画に恋する女達 Women in Film                                           | フィリス・ウォルフ               |                |
| 2001   | サマーリーグ Summer Catch                                                |                                  | クレジットなし |
| 2008   | キューティ・バニー The House Bunny                                       | Mrs. Hagstrom                    |                |
| 2014   | 君がくれた恋のシナリオ Playing It Cool                                   | ライルの恋人                     |                |
| 2015   | お!バカんす家族 Vacation                                                 | エレン・グリズワルド             |                |
| 2018   | ユニコーン 3人目の秘密 The Unicorn                                       | エディ                           |                |
| 2023   | バイオレント・ナイト Violent Night                                       | ゲートルード・ライトストーン     |                |

### テレビシリーズ
| 放映年    | 邦題 原題                                                  | 役名                     | 備考           |
| --------- | ---------------------------------------------------------- | ------------------------ | -------------- |
| 1983      | フェアリーテール・シアター Faerie Tale Theatre             | Henbane                  | 『美女と野獣』 |
| 1992      | ハリウッド・ナイトメア Tales from the Crypt                | ジャニス                 | 1エピソード    |
| 1999      | そりゃないぜ!? フレイジャー Fraisier                       | オードリー               | 1エピソード    |
| 2003-2008 | LAW & ORDER:性犯罪特捜班 Law & Order: Special Victims Unit | レベッカ                 | 5エピソード    |
| 2005-2011 | アントラージュ★オレたちのハリウッド Entourage              | バーバラ・ミラー         | 25エピソード   |
| 2010      | クーガータウン Cougar Town                                 | シェイラ・ケラー         | 1エピソード    |
| 2016-     | ザ・シューター Shooter                                     | パトリシア・グレッグソン |                |

### テレビアニメ
- ザ・シンプソンズ The Simpsons （1992年、2008年）
- ファミリー・ガイ Family Guy （2007年）

## 参照
1. 1 2  Beverly D'Angelo- Biography
2. ↑  “Beverly D'Angelo Biography (1953?-)”.   Filmreference.com. 2010年9月30日閲覧。
3. ↑  “NIAF MileStones”.   Niaf.org. 2010年4月16日時点のオリジナルよりアーカイブ。2010年9月30日閲覧。
4. ↑  Lester, Peter (1981年11月30日). “How Could She Top Burt's Baby? Beverly D'angelo Marries a Duke”.   People.com. 2011年6月30日閲覧。
5. ↑  Rubin, Hanna (1991年7月26日). “THE MYSTERY OF BEVERLY D'ANGELO | Beverly D'Angelo | Movie News | Movies | Entertainment Weekly”.   Ew.com. 2010年9月30日閲覧。
6. ↑  “アル・パチーノに双子の赤ちゃん”. シネマトゥデイ. (2001年1月31日) 2013年2月11日閲覧。